# Helicopis pseudolindeni
Helicopis pseudolindeni is een vlinder uit de familie van de prachtvlinders (Riodinidae). De wetenschappelijke naam van de soort is voor het eerst geldig gepubliceerd in 1940 door Le Moult.